# 高橋俊昌
高橋 俊昌（たかはし としまさ、1958年8月7日 - 2003年1月24日）は、集英社に所属していた漫画雑誌編集者。同社発刊の少年雑誌『週刊少年ジャンプ』第7代編集長。大分県出身。

## 来歴
1981年（昭和56年）に早稲田大学を卒業し集英社に入社、『週刊少年ジャンプ』編集部へ配属される。当時の編集長西村繁男の方針である硬派路線に反し、美少女を描けるまつもと泉、富沢順、萩原一至、黒岩よしひろ、冨樫義博などの作家を発掘した。1992年に鳥嶋和彦とともに『Vジャンプ』創刊に携わる。その後、鳥嶋の『週刊少年ジャンプ』の編集長就任とともにジャンプ編集部に復帰。2001年、同誌編集長に昇格。連載作品のメディアミックスを精力的に推し進め、発行部数で『週刊少年マガジン』を再逆転し、『週刊少年ジャンプ』を首位の座に返り咲かせた。
2003年（平成15年）1月24日、午後3時から東京湾内のクルーズ客船「シンフォニーモデルナ」号上で催された同誌『ONE PIECE』のアニメ映画作品『ONE PIECE THE MOVIE デッドエンドの冒険』の製作発表会見に出席した際、その席上で突然倒れる。そのまま会見は中止されて急遽帰港、救急車で聖路加国際病院に搬送されたものの同日午後4時51分に死去。死因はクモ膜下出血であった。後日の2003年1月30日、代々幡斎場にてお別れの会が開かれた。
編集長急死という事態に伴い、『週刊少年ジャンプ』2003年11号は巻末に目次頁をとって追悼の記事を掲載。集英社第3編集部長となっていた鳥嶋が説明と追悼コメントを寄せた。作者コメント欄では連載作家全員が追悼のコメントを出している。また、この号は鳥嶋が編集長兼発行人として暫定的に復帰、12号からは大学時代からの先輩であり副編集長としてサポートしていた茨木政彦が編集長職を引き継いだ。

## 人物
高橋をモデルにしたキャラクターが数々のジャンプ漫画に登場している。
ゆでたまご作『キン肉マン』『闘将!!拉麵男』『ゆうれい小僧がやってきた!』では太目の体格に、四角い眼鏡（黒目が3）の人物として度々登場。またインタビューにて出身が大分であることが作中のアイデアに繋がったとも証言している。
えんどコイチ作『ついでにとんちんかん』中で「高橋氏（タカちゃん）」として頻繁に登場。しかし、作中での高橋は、スケベな中学生だったり、下着泥棒の達人だったりと、下ネタ中心の変態キャラにされることが多かったため、逝去後に発行された文庫版では、故人の名誉のためほとんどの登場回が削除されている。また同作者の『死神くん』の中でもエキストラとして出演している。
『きまぐれオレンジ☆ロード』でも、締切が近いにもかかわらず原稿が進まないスランプ状態のまつもと泉に対し、業を煮やした高橋が登場し、原稿の催促をするシーンがある。ここでは当時2人の間で実際にあったとされるやり取りが描かれている。
木多康昭の『幕張』でも主人公の高校の柔道部員“鷹橋昌俊”として登場。上記の『ついでにとんちんかん』同様に、汚れキャラ扱いである。
江口寿史の『ストップ!! ひばりくん!』においては、作者自身である江口"Candy"寿史の担当を務める“高橋"トド"俊昌”として登場。奇しくも終盤に過労と精神ショックが原因で死去していることを示唆するギャグ内容となっていた。
自身では実年齢より老けて見られることが多いと述べ、初対面の人から「お子さんは中学生くらいですか？」と28歳独身の頃に尋ねられショックを受けたというエピソードを巻末コメントに記したことがある。